# Pindorama (Belo Horizonte)
Pindorama é um bairro da região noroeste de Belo Horizonte. É um bairro periférico da cidade e está localizado na microrregião do Glória. Pindorama é uma palavra de origem indígena, que significa "terra boa para plantar" Em Tupi, também significa "terras das Palmeiras", e era o nome dado ao Brasil pelos índios tupis.[carece de fontes?]